# Micrurus annellatus
Micrurus annellatus is een zeer giftige slang uit de familie koraalslangachtigen (Elapidae). De soort werd in 1871 voor het eerst als Elaps annellatus door W.C.H. Peeters beschreven.
De ondersoorten M. a. annellatus en M. a. bolivianus komen voor in de regio Alto Juruá van de staat Acre in Brazilië. Er zijn tot nog toe weinig vermeldingen van beten van deze soort. Voor een deel komt dat omdat koraalslangen en vrij kleine mondopening bezitten vergeleken met andere gifslangen. Het beschikbare tegengif is verkregen uit een mengsel van gif van twee verwante soorten die niet in het Amazonegebied voorkomen (M. corallinus en M. frontalis) Een geval van een beet van M. a. bolivianus in 2018 bleek hierdoor niet afdoende genezen te worden. Er was een  lange periode van coagulopathie: een verstoring van het vermogen van stolling van het bloed.